# Pressure Chief
Pressure Chief – piąty album zespołu Cake wydany za pośrednictwem Columbia Records dnia 5 października 2004 roku na całym świecie.
Termin wydania albumu został przesunięty z oryginalnego terminu wydania (sierpień 2004). Zawiera 11 piosenek (10 nowych, oryginalnych zespołu i jeden cover). Został nagrany w studio w Sacramento. Dotarł do miejsca 17 w Billboard 200. Dwa główne single: "No Phone" i "Carbon Monoxide" zdobyły uznanie wśród fanów i na listach przebojów.

## Spis utworów[2]
1. "Wheels" – 3:18
2. "No Phone" – 3:52
3. "Take It All Away" – 3:58
4. "Dime" – 3:39
5. "Carbon Monoxide" – 3:10
6. "The Guitar Man" (Bread) – 3:54
7. "Waiting" – 3:56
8. "She'll Hang the Baskets" – 2:43
9. "End of the Movie" – 1:50
10. "Palm of Your Hand" – 2:57
11. "Tougher Than It Is" – 2:59
12. "Carbon Monoxide (Karaoke Version)" (Japan Bonus Track) – 3:10
13. "No Phone (Karaoke Version)" (Japan Bonus Track) – 3:53
14. "Wheels (Karaoke Version)" (Japan Bonus Track) – 3:17
15. "Take It All Away (Karaoke Version)" (Japan Bonus Track) – 3:57